# Phalanger lullulae
Phalanger lullulae là một loài động vật có vú trong họ Phalangeridae, bộ Hai răng cửa. Loài này được Thomas mô tả năm 1896.